# Грундово вулканично изригване
Грундовите вулканични изригвания (наричани още и грундови експлозии, ултравулканични изригвания и водно-магмени изригвания) се появяват, когато магмата влиза в контакт с подземни води и ги затопля. При грундовите изригвания магмата достига температура от 500 до 1170 °C и причинява почти мигновено изригване на пара и вулканична пепел, която понякога е примесена с малко по обем пирокластити, а понякога и вулканични бомби. През 1979 и 1980 г. вулканът Света Елена поражда стотици грундови изригвания, които предшестват опустошителното плинийско изригване на 18 май. Понякога грундовите изригвания водят до образуването на кални вулкани.
Грундовите изригвания обикновено пораждат скални фрагменти, като лапили и пемза. Изригванията рядко са слаби, но все пак понякога при тях се изхвърля известно количество лава. Изригванията започват, когато надигащата се, нагорещена до червено, магма достигне слой, който съдържа подземна система от води. Тъй като магмата е гореща, водата се нагрява за по-малко от 30 секунди. В зависимост от състава и температурата на магмата и водата има две възможности. Възможно е водата да достигне свръхгорещи температури и да влезе в контакт с магмата и тогава изригването е по-експлозивно. Но ако водата се изпари, парата се смесва с магмата и от кратера на вулкана изригва облак от водна пара, пепел и пирокластити. Ако на повърхността изригва лава, изригването се класифицира като претеомагматично, каквото е това на Везувий през 79 г. Тези изригвания обикновено създават широки, но съвсем леко вдлъбнати кратери, наречени маари.
Грундовите изригвания могат да породят значително количество въглероден диоксид и въглероден сулфид, който в атмосферата се превръща в сярна киселина. Значителните емисии на избълваните газове понякога са смъртоносни. През 1979 г. при грундовите изригвания на вулкан в Ява 140 души са убити от изключително отровна и гъста смес от газове и вулканична пепел. Смята се, че колосалното изригване на Кракатау от 1883 г., което достига 6-а степен по скалата на вулканичния експлозивен индекс, е отчасти грундово изригване. Килауеа в Хавай има дълга история на такива изригвания. През 1924 г. едно негово изригване запраща 8 тона прах и пепел на 1 km от отдушника. Изригванията на Сюртсей през 1963, 1964 и 1965 г., изригването на Таал от 1982 г. и експлозията на Онтаке през 2014 г. също са грундови изригвания.